# Soirée de wow
Pour plus de détails, voir Fiche technique et Distribution.
Soirée de wow est une comédie dramatique ivoirienne réalisée par Melyou Akré Loba sortie le 16 juin 2022 en Côte d'Ivoire.

## Synopsis
Laura, 18 ans et Sandra, 21 ans sont deux cousines inséparables.
Malgré leur différence, Laura sage et réservée, et Sandra extravertie et aventurière, elles n'arrivent pas à se passer l'une de l'autre.
Cette année, Laura passe les vacances chez Sandra. Leur programme est bien rempli ! Mais avant le début des "hostilités" Sandra invite Laura à une veillée de prière qui, en vrai, est juste un prétexte pour sortir de la maison et aller à la soirée de Malick, le BG de l'école ! Soirée pendant laquelle des choses surprenantes et dangereuses se passeront.

## Fiche technique
- Titre original : Soirée de wow
- Réalisation : Melyou Akre Loba
- Scénariste : Marie-Claude Assamoi
- Genre : Comédie dramatique
- Production : Mohammed Sanogo[2]
- Durée : 1 h 13 min[3]
- Année de production :  2022
- Langue : français
- Pays : Côte d’Ivoire
- Format : long-métrage

## Distribution
- Jean-Christ Tcheraud
- Marie-Ange Adon
- Hanniel Kouassi
- Marc-Yannick Baudouhat
- David Djoko
- David N'Dah
- Norah Amon
- Alerine Akpadji
- Ketsia Attebi